# Manchester United F.C. w sezonie 2017/2018
Sezon 2017/18 był dla Manchesteru United 26. sezonem w Premier League i 43. sezonem z rzędu w najwyższej klasie rozgrywkowej w Anglii.
Sezon rozpoczął się 8 sierpnia 2017 roku meczem o Superpuchar Europy przeciwko Realowi Madryt, przegrany przez Manchester United 2:1.
20 grudnia 2017 roku Manchester United odpadł w 1/4 Pucharu Ligi, przegrywając z Bristol City 2:1.
13 marca 2018 roku Manchester United odpadł w 1/8 Ligi Mistrzów, przegrywając z Sevillą 1:2 (pierwszy mecz 0:0).
Sezon w Premier League Manchester United zakończył na 2. pozycji.
19 maja 2018 roku Manchester United przegrał w finale Pucharu Anglii 1:0 z Chelsea.

## Mecze

### Przedsezonowe i towarzyskie
| Szczegóły meczu                                     | Wynik                                         | Wynik                                                       | Wynik | Skład |
| --------------------------------------------------- | --------------------------------------------- | ----------------------------------------------------------- | --- | --- |
| 16 lipca 2017, 4:00 StubHub Center 25 667 widzów    | Los Angeles Galaxy                            | 2 – 5                                                       | Manchester United                                                                                        | de Gea (46' Pereira), Jones (46' Lindelöf), Smalling (46' Bailly), Blind (46' Darmian), Valencia (46' Tuanzebe), Herrera (46' Pogba), Carrick (46' Pereira), Fellaini (46' Mychitarian), Lingard (46' Fosu-Mensah{85' Mitchell}), Mata (46' Lukaku), Rashford (46' Martial)                 |
| 16 lipca 2017, 4:00 StubHub Center 25 667 widzów    | 80' Giovani dos Santos 88' Giovani dos Santos |                                                             | Marcus Rashford 2' Marcus Rashford 20' Marouane Fellaini 26' Henrich Mychitarian 67' Anthony Martial 72' | de Gea (46' Pereira), Jones (46' Lindelöf), Smalling (46' Bailly), Blind (46' Darmian), Valencia (46' Tuanzebe), Herrera (46' Pogba), Carrick (46' Pereira), Fellaini (46' Mychitarian), Lingard (46' Fosu-Mensah{85' Mitchell}), Mata (46' Lukaku), Rashford (46' Martial)                 |
| 18 lipca 2017, 4:00 Rio Tinto Stadium 20 241 widzów | Real Salt Lake                                | 1 – 2                                                       | Manchester United                                                                                        | Pereira (46' Romero), Jones (46' Valencia), Lindelöf (46' Smalling), Blind (46' Bailly), Fosu-Mensah (46' Darmian), McTominay (46' Herrera), Carrick (46' Pereira), Pogba (46' Fellaini), Lingard (46' Mata{59' Mitchell}), Mychitarian (46' Martial {90' Tuanzebe}), Lukaku (46' Rashford) |
| 18 lipca 2017, 4:00 Rio Tinto Stadium 20 241 widzów | 23' Luis Silva                                |                                                             | Henrich Mychitarian 29' Romelu Lukaku 38'                                                                | Pereira (46' Romero), Jones (46' Valencia), Lindelöf (46' Smalling), Blind (46' Bailly), Fosu-Mensah (46' Darmian), McTominay (46' Herrera), Carrick (46' Pereira), Pogba (46' Fellaini), Lingard (46' Mata{59' Mitchell}), Mychitarian (46' Martial {90' Tuanzebe}), Lukaku (46' Rashford) |
| 21 lipca 2017, 4:00 NRG Stadium 67 401 widzów       | Manchester City                               | 0 – 2                                                       | Manchester United                                                                                        | de Gea (46' Romero), Valencia (77' Fosu-Mensah), Lindelöf (46' Bailly), Smalling (46' Jones), Blind (46' Darmian), Herrera (62' Carrick), Pogba, Rashford (62' Martial), Mychitarian (62' Fellaini), Lingard (77' Pereira), Lukaku                                                          |
| 21 lipca 2017, 4:00 NRG Stadium 67 401 widzów       |                                               | Romelu Lukaku 37' Marcus Rashford 39'                       | | de Gea (46' Romero), Valencia (77' Fosu-Mensah), Lindelöf (46' Bailly), Smalling (46' Jones), Blind (46' Darmian), Herrera (62' Carrick), Pogba, Rashford (62' Martial), Mychitarian (62' Fellaini), Lingard (77' Pereira), Lukaku                                                          |
| 23 lipca 2017, 23:00 Levi's Stadium 65 109 widzów   | Real Madryt                                   | 1 – 1 (1-2 po r.k.)                                         | Manchester United                                                                                        | Romero (46' de Gea), Fosu-Mensah (46' Blind), Bailly (46' Lindelöf), Jones (46' Smalling), Darmian (77' Valencia), Carrick (46' Herrera {52' McTominay}), Fellaini, Pereira (46' Pogba), Martial, Lingard (46' Mychitarian), Rashford (46' Lukaku)                                          |
| 23 lipca 2017, 23:00 Levi's Stadium 65 109 widzów   | 69' Casemiro (r.k.)                           |                                                             | Jesse Lingard 45+1'                                                                                      | Romero (46' de Gea), Fosu-Mensah (46' Blind), Bailly (46' Lindelöf), Jones (46' Smalling), Darmian (77' Valencia), Carrick (46' Herrera {52' McTominay}), Fellaini, Pereira (46' Pogba), Martial, Lingard (46' Mychitarian), Rashford (46' Lukaku)                                          |
| 27 lipca 2017, 1:30 FedExField 80 162 widzów        | FC Barcelona                                  | 1 – 0                                                       | Manchester United                                                                                        | de Gea (46' Romero), Valencia (84' Tuanzebe), Smalling (46' Bailly), Lindelöf (46' Jones), Blind (46' Darmian), Carrick (46' Fellaini), Pogba, Mychitarian (62' Pereira), Rashford, Lingard (62' Martial), Lukaku                                                                           |
| 27 lipca 2017, 1:30 FedExField 80 162 widzów        | 31' Neymar                                    |                                                             | | de Gea (46' Romero), Valencia (84' Tuanzebe), Smalling (46' Bailly), Lindelöf (46' Jones), Blind (46' Darmian), Carrick (46' Fellaini), Pogba, Mychitarian (62' Pereira), Rashford, Lingard (62' Martial), Lukaku                                                                           |
| 30 lipca 2017, 19:00 Ullevaal Stadion 25 137 widzów | Vålerenga Fotball                             | 0 – 3                                                       | Manchester United                                                                                        | Romero (61' Pereira), Darmian (46' Tuanzebe), Bailly (46' Lindelöf), Jones (46' Smalling), Blind (46' Mitchell), Carrick (46' Pereira), Fellaini (46' Herrera), Pogba (61' McTominay), Mata (46' Fosu-Mensah), Mychitarian (46' Martial), Rashford (46' Lukaku)                             |
| 30 lipca 2017, 19:00 Ullevaal Stadion 25 137 widzów |                                               | Marouane Fellaini 44' Romelu Lukaku 47' Scott McTominay 70' | | Romero (61' Pereira), Darmian (46' Tuanzebe), Bailly (46' Lindelöf), Jones (46' Smalling), Blind (46' Mitchell), Carrick (46' Pereira), Fellaini (46' Herrera), Pogba (61' McTominay), Mata (46' Fosu-Mensah), Mychitarian (46' Martial), Rashford (46' Lukaku)                             |
| 2 sierpnia 2017, 20:45 Aviva Stadium 50 000 widzów  | UC Sampdoria                                  | 1 – 2                                                       | Manchester United                                                                                        | de Gea (76' Pereira), Lindelöf (77' Jones), Smalling (77' Bailly), Blind (60' Martial), Valencia, Matić (46' Carrick), Pereira (46' Fellaini), Pogba (46' Herrera), Darmian (77' Tuanzebe), Mychitarian (46' Mata), Lukaku (60' Rashford)                                                   |
| 2 sierpnia 2017, 20:45 Aviva Stadium 50 000 widzów  | 63' Dennis Praet                              |                                                             | Henrich Mychitarian 9' Juan Mata 81'                                                                     | de Gea (76' Pereira), Lindelöf (77' Jones), Smalling (77' Bailly), Blind (60' Martial), Valencia, Matić (46' Carrick), Pereira (46' Fellaini), Pogba (46' Herrera), Darmian (77' Tuanzebe), Mychitarian (46' Mata), Lukaku (60' Rashford)                                                   |

### Superpuchar Europy
| Szczegóły meczu                                                                 | Wynik                 | Wynik | Wynik             | Skład |
| ------------------------------------------------------------------------------- | --------------------- | ----- | ----------------- | --- |
| 8 sierpnia 2017, 20:45 Arena Narodowa im. Filipa II Macedońskiego 30 421 widzów | Real Madryt           | 2 – 1 | Manchester United | de Gea, Valencia, Lindelöf, Smalling, Darmian, Matić, Herrera (56' Fellaini), Pogba, Mychitarian, Lingard (46' Rashford), Lukaku |
| 8 sierpnia 2017, 20:45 Arena Narodowa im. Filipa II Macedońskiego 30 421 widzów | 24' Casemiro 52' Isco |       | Romelu Lukaku 62' | de Gea, Valencia, Lindelöf, Smalling, Darmian, Matić, Herrera (56' Fellaini), Pogba, Mychitarian, Lingard (46' Rashford), Lukaku |

### Premier League
| Szczegóły meczu                                                 | Wynik                                                                                    | Wynik                                                                | Wynik                                                                   | Skład |
| --------------------------------------------------------------- | ---------------------------------------------------------------------------------------- | -------------------------------------------------------------------- | ----------------------------------------------------------------------- | --- |
| 13 sierpnia 2017, 17:00 Old Trafford 74 928 widzów              | Manchester United                                                                        | 4 – 0                                                                | West Ham United                                                         | de Gea, Valencia, Bailly, Jones, Blind, Matić, Pogba, Mata (75' Fellaini), Mychitarian (89' Lingard), Rashford (79' Martial), Lukaku          |
| 13 sierpnia 2017, 17:00 Old Trafford 74 928 widzów              | 33' Romelu Lukaku 53' Romelu Lukaku 87' Anthony Martial 90' Paul Pogba                   |                                                                      |                                                                         | de Gea, Valencia, Bailly, Jones, Blind, Matić, Pogba, Mata (75' Fellaini), Mychitarian (89' Lingard), Rashford (79' Martial), Lukaku          |
| 19 sierpnia 2017, 13:30 Liberty Stadium 20 862 widzów           | Swansea City                                                                             | 0 – 4                                                                | Manchester United                                                       | de Gea, Valencia, Bailly, Jones, Blind, Matić, Pogba, Mata (75' Fellaini), Mychitarian (85' Herrera), Rashford (75' Martial), Lukaku          |
| 19 sierpnia 2017, 13:30 Liberty Stadium 20 862 widzów           |                                                                                          | Eric Bailly 45' Romelu Lukaku 80' Paul Pogba 82' Anthony Martial 84' |                                                                         | de Gea, Valencia, Bailly, Jones, Blind, Matić, Pogba, Mata (75' Fellaini), Mychitarian (85' Herrera), Rashford (75' Martial), Lukaku          |
| 26 sierpnia 2017, 18:30 Old Trafford 75 021 widzów              | Manchester United                                                                        | 2 – 0                                                                | Leicester City                                                          | de Gea, Valencia, Bailly, Jones, Blind, Matić, Pogba, Mata (67' Rashford), Mychitarian (73' Fellaini), Martial (76' Lingard), Lukaku          |
| 26 sierpnia 2017, 18:30 Old Trafford 75 021 widzów              | 70' Marcus Rashford 82' Marouane Fellaini                                                |                                                                      |                                                                         | de Gea, Valencia, Bailly, Jones, Blind, Matić, Pogba, Mata (67' Rashford), Mychitarian (73' Fellaini), Martial (76' Lingard), Lukaku          |
| 9 września 2017, 18:30 Bet365 Stadium 29 320 widzów             | Stoke City                                                                               | 2 – 2                                                                | Manchester United                                                       | de Gea, Valencia, Bailly, Jones, Darmian, Matić, Pogba, Herrera (72' Martial), Mychitarian (84' Lingard), Rashford (72' Mata), Lukaku         |
| 9 września 2017, 18:30 Bet365 Stadium 29 320 widzów             | 43' Éric Maxim Choupo-Moting 63' Éric Maxim Choupo-Moting                                |                                                                      | Marcus Rashford 45+1' Romelu Lukaku 57'                                 | de Gea, Valencia, Bailly, Jones, Darmian, Matić, Pogba, Herrera (72' Martial), Mychitarian (84' Lingard), Rashford (72' Mata), Lukaku         |
| 17 września 2017, 17:00 Old Trafford 75 042 widzów              | Manchester United                                                                        | 4 – 0                                                                | Everton                                                                 | de Gea, Valencia, Jones, Bailly, Young, Matić, Fellaini, Mata (76' Herrera), Mychitarian (87' Martial), Rashford (61' Lingard), Lukaku        |
| 17 września 2017, 17:00 Old Trafford 75 042 widzów              | 4' Antonio Valencia 83' Henrich Mychitarian 89' Romelu Lukaku 90' Anthony Martial (r.k.) |                                                                      |                                                                         | de Gea, Valencia, Jones, Bailly, Young, Matić, Fellaini, Mata (76' Herrera), Mychitarian (87' Martial), Rashford (61' Lingard), Lukaku        |
| 23 września 2017, 16:00 St Mary’s Stadium 31 930 widzów         | Southampton                                                                              | 0 – 1                                                                | Manchester United                                                       | de Gea, Valencia, Jones, Bailly, Young, Matić, Fellaini, Mata (63' Herrera), Mychitarian (75' Smalling), Rashford (90' Blind), Lukaku         |
| 23 września 2017, 16:00 St Mary’s Stadium 31 930 widzów         |                                                                                          | Romelu Lukaku 20'                                                    |                                                                         | de Gea, Valencia, Jones, Bailly, Young, Matić, Fellaini, Mata (63' Herrera), Mychitarian (75' Smalling), Rashford (90' Blind), Lukaku         |
| 30 września 2017, 16:00 Old Trafford 75 118 widzów              | Manchester United                                                                        | 4 – 0                                                                | Crystal Palace                                                          | de Gea, Valencia, Jones, Smalling, Young, Matić, Fellaini, Mata (77' Herrera), Mychitarian (66' Lingard), Rashford (72' Martial), Lukaku      |
| 30 września 2017, 16:00 Old Trafford 75 118 widzów              | 3' Juan Mata 35' Marouane Fellaini 49' Marouane Fellaini 86' Romelu Lukaku               |                                                                      |                                                                         | de Gea, Valencia, Jones, Smalling, Young, Matić, Fellaini, Mata (77' Herrera), Mychitarian (66' Lingard), Rashford (72' Martial), Lukaku      |
| 14 października 2017, 13:30 Anfield 52 912 widzów               | Liverpool                                                                                | 0 – 0                                                                | Manchester United                                                       | de Gea, Valencia, Jones, Smalling, Darmian, Herrera, Matić, Young (90' Lindelöf), Mychitarian (63' Lingard), Martial (65' Rashford), Lukaku   |
| 14 października 2017, 13:30 Anfield 52 912 widzów               |                                                                                          |                                                                      |                                                                         | de Gea, Valencia, Jones, Smalling, Darmian, Herrera, Matić, Young (90' Lindelöf), Mychitarian (63' Lingard), Martial (65' Rashford), Lukaku   |
| 21 października 2017, 16:00 John Smith’s Stadium 24 426 widzów  | Huddersfield Town                                                                        | 2 – 1                                                                | Manchester United                                                       | de Gea, Valencia, Jones (23' Lindelöf), Smalling, Young, Herrera, Matić, Mata (46' Mychitarian), Lingard, Martial (46' Rashford), Lukaku      |
| 21 października 2017, 16:00 John Smith’s Stadium 24 426 widzów  | 28' Aaron Mooy 34' Laurent Depoitre                                                      |                                                                      | Marcus Rashford 77'                                                     | de Gea, Valencia, Jones (23' Lindelöf), Smalling, Young, Herrera, Matić, Mata (46' Mychitarian), Lingard, Martial (46' Rashford), Lukaku      |
| 28 października 2017, 13:30 Old Trafford 75 034 widzów          | Manchester United                                                                        | 1 – 0                                                                | Tottenham Hotspur                                                       | de Gea, Bailly, Jones, Smalling, Valencia, Herrera, Matić, Mychitarian (65' Lingard), Young (90' Darmian), Rashford (70' Martial), Lukaku     |
| 28 października 2017, 13:30 Old Trafford 75 034 widzów          | 82' Anthony Martial                                                                      |                                                                      |                                                                         | de Gea, Bailly, Jones, Smalling, Valencia, Herrera, Matić, Mychitarian (65' Lingard), Young (90' Darmian), Rashford (70' Martial), Lukaku     |
| 5 listopada 2017, 17:30 Stamford Bridge 41 615 widzów           | Chelsea                                                                                  | 1 – 0                                                                | Manchester United                                                       | de Gea, Bailly, Jones (62' Fellaini), Smalling, Valencia, Herrera, Matić, Young (78' Lingard), Mychitarian (62' Martial), Lukaku, Rashford    |
| 5 listopada 2017, 17:30 Stamford Bridge 41 615 widzów           | 55' Álvaro Morata                                                                        |                                                                      |                                                                         | de Gea, Bailly, Jones (62' Fellaini), Smalling, Valencia, Herrera, Matić, Young (78' Lingard), Mychitarian (62' Martial), Lukaku, Rashford    |
| 18 listopada 2017, 18:30 Old Trafford 75 035 widzów             | Manchester United                                                                        | 4 – 1                                                                | Newcastle United                                                        | de Gea, Valencia, Smalling, Lindelöf, Young, Matić, Pogba (70' Fellaini), Mata (83' Herrera), Rashford, Martial (77' Ibrahimović), Lukaku     |
| 18 listopada 2017, 18:30 Old Trafford 75 035 widzów             | 37' Anthony Martial 45+1' Chris Smalling 54' Paul Pogba 70' Romelu Lukaku                |                                                                      | Dwight Gayle 14'                                                        | de Gea, Valencia, Smalling, Lindelöf, Young, Matić, Pogba (70' Fellaini), Mata (83' Herrera), Rashford, Martial (77' Ibrahimović), Lukaku     |
| 25 listopada 2017, 16:00 Old Trafford 75 018 widzów             | Manchester United                                                                        | 1 – 0                                                                | Brighton & Hove Albion                                                  | de Gea, Valencia, Lindelöf, Smalling, Young, Matić, Pogba, Mata (62' Ibrahimović), Rashford (79' Fellaini), Martial (71' Mychitarian), Lukaku |
| 25 listopada 2017, 16:00 Old Trafford 75 018 widzów             | 67' Lewis Dunk (sam.)                                                                    |                                                                      |                                                                         | de Gea, Valencia, Lindelöf, Smalling, Young, Matić, Pogba, Mata (62' Ibrahimović), Rashford (79' Fellaini), Martial (71' Mychitarian), Lukaku |
| 28 listopada 2017, 21:00 Vicarage Road 20 552 widzów            | Watford                                                                                  | 2 – 4                                                                | Manchester United                                                       | de Gea, Valencia, Lindelöf, Smalling, Rojo, Young, Matić (54' Herrera), Pogba, Lingard (88' Ibrahimović), Lukaku, Martial (64' Rashford)      |
| 28 listopada 2017, 21:00 Vicarage Road 20 552 widzów            | 78' Troy Deeney (r.k.) 84' Abdoulaye Doucouré                                            |                                                                      | Ashley Young 19' Ashley Young 25' Anthony Martial 32' Jesse Lingard 87' | de Gea, Valencia, Lindelöf, Smalling, Rojo, Young, Matić (54' Herrera), Pogba, Lingard (88' Ibrahimović), Lukaku, Martial (64' Rashford)      |
| 2 grudnia 2017, 18:30 Emirates Stadium 59 547 widzów            | Arsenal                                                                                  | 1 – 3                                                                | Manchester United                                                       | de Gea, Valencia, Smalling, Lindelöf, Rojo, Young (90' Rashford), Matić, Pogba, Lingard (76' Darmian), Martial (67' Herrera), Lukaku          |
| 2 grudnia 2017, 18:30 Emirates Stadium 59 547 widzów            | 49' Alexandre Lacazette                                                                  |                                                                      | Antonio Valencia 4' Jesse Lingard 11' Jesse Lingard 63'                 | de Gea, Valencia, Smalling, Lindelöf, Rojo, Young (90' Rashford), Matić, Pogba, Lingard (76' Darmian), Martial (67' Herrera), Lukaku          |
| 10 grudnia 2017, 17:30 Old Trafford 74 847 widzów               | Manchester United                                                                        | 1 – 2                                                                | Manchester City                                                         | de Gea, Valencia, Smalling, Rojo (46' Lindelöf), Young, Matić, Herrera (81' Mata), Rashford, Lingard (76' Ibrahimović), Martial, Lukaku       |
| 10 grudnia 2017, 17:30 Old Trafford 74 847 widzów               | 45+2' Marcus Rashford                                                                    |                                                                      | David Silva 43' Nicolás Otamendi 54'                                    | de Gea, Valencia, Smalling, Rojo (46' Lindelöf), Young, Matić, Herrera (81' Mata), Rashford, Lingard (76' Ibrahimović), Martial, Lukaku       |
| 13 grudnia 2017, 21:00 Old Trafford 74 798 widzów               | Manchester United                                                                        | 1 – 0                                                                | Bournemouth                                                             | de Gea, Valencia, Jones, Smalling, Shaw (83' Young), Matić, McTominay, Mata, Lingard (71' Herrera), Martial (66' Rashford), Lukaku            |
| 13 grudnia 2017, 21:00 Old Trafford 74 798 widzów               | 26' Romelu Lukaku                                                                        |                                                                      |                                                                         | de Gea, Valencia, Jones, Smalling, Shaw (83' Young), Matić, McTominay, Mata, Lingard (71' Herrera), Martial (66' Rashford), Lukaku            |
| 17 grudnia 2017, 15:15 The Hawthorns 24 782 widzów              | West Bromwich Albion                                                                     | 1 – 2                                                                | Manchester United                                                       | de Gea, Valencia (66' Rojo), Jones, Smalling, Young, Herrera, Matić, Mata, Lingard (85' McTominay), Rashford (79' Martial), Lukaku            |
| 17 grudnia 2017, 15:15 The Hawthorns 24 782 widzów              | 78' Gareth Barry                                                                         |                                                                      | Romelu Lukaku 27' Jesse Lingard 35'                                     | de Gea, Valencia (66' Rojo), Jones, Smalling, Young, Herrera, Matić, Mata, Lingard (85' McTominay), Rashford (79' Martial), Lukaku            |
| 23 grudnia 2017, 20:45 King Power Stadium 32 202 widzów         | Leicester City                                                                           | 2 – 2                                                                | Manchester United                                                       | de Gea, Lindelöf, Jones, Smalling, Young, Matić, Pogba, Mata (82' Mychitarian), Lingard (76' Herrera), Martial (71' Rashford), Lukaku         |
| 23 grudnia 2017, 20:45 King Power Stadium 32 202 widzów         | 27' Jamie Vardy 90+4' Harry Maguire                                                      |                                                                      | Juan Mata 40' Juan Mata 60'                                             | de Gea, Lindelöf, Jones, Smalling, Young, Matić, Pogba, Mata (82' Mychitarian), Lingard (76' Herrera), Martial (71' Rashford), Lukaku         |
| 26 grudnia 2017, 16:00 Old Trafford 75 046 widzów               | Manchester United                                                                        | 2 – 2                                                                | Burnley                                                                 | de Gea, Young, Jones, Rojo (46' Mychitarian), Shaw, Matić, Pogba, Mata, Ibrahimović (46' Lingard), Rashford, Lukaku                           |
| 26 grudnia 2017, 16:00 Old Trafford 75 046 widzów               | 53' Jesse Lingard 90+1' Jesse Lingard                                                    |                                                                      | Ashley Barnes 3' Steven Defour 36'                                      | de Gea, Young, Jones, Rojo (46' Mychitarian), Shaw, Matić, Pogba, Mata, Ibrahimović (46' Lingard), Rashford, Lukaku                           |
| 30 grudnia 2017, 18:30 Old Trafford 75 051 widzów               | Manchester United                                                                        | 0 – 0                                                                | Southampton                                                             | de Gea, Young, Lindelöf, Jones, Shaw, Matić, Pogba, Mata, Lingard, Mychitarian (65' Martial), Lukaku (14' Rashford)                           |
| 30 grudnia 2017, 18:30 Old Trafford 75 051 widzów               |                                                                                          |                                                                      |                                                                         | de Gea, Young, Lindelöf, Jones, Shaw, Matić, Pogba, Mata, Lingard, Mychitarian (65' Martial), Lukaku (14' Rashford)                           |
| 1 stycznia 2018, 18:30 Goodison Park 39 188 widzów              | Everton                                                                                  | 0 – 2                                                                | Manchester United                                                       | de Gea, Lindelöf, Jones, Rojo, Shaw, Matić, Herrera, Mata (90' Tuanzebe), Pogba, Lingard (87' Blind), Martial (77' Rashford)                  |
| 1 stycznia 2018, 18:30 Goodison Park 39 188 widzów              |                                                                                          | Anthony Martial 57' Jesse Lingard 81'                                |                                                                         | de Gea, Lindelöf, Jones, Rojo, Shaw, Matić, Herrera, Mata (90' Tuanzebe), Pogba, Lingard (87' Blind), Martial (77' Rashford)                  |
| 15 stycznia 2018, 21:00 Old Trafford 74 726 widzów              | Manchester United                                                                        | 3 – 0                                                                | Stoke City                                                              | de Gea, Valencia, Jones, Smalling, Shaw, Lingard (80' Fellaini), Matić, Pogba, Mata (82' McTominay), Martial (80' Rashford), Lukaku           |
| 15 stycznia 2018, 21:00 Old Trafford 74 726 widzów              | 9' Antonio Valencia 38' Anthony Martial 72' Romelu Lukaku                                |                                                                      |                                                                         | de Gea, Valencia, Jones, Smalling, Shaw, Lingard (80' Fellaini), Matić, Pogba, Mata (82' McTominay), Martial (80' Rashford), Lukaku           |
| 20 stycznia 2018, 16:00 Turf Moor 21 841 widzów                 | Burnley                                                                                  | 0 – 1                                                                | Manchester United                                                       | de Gea, Valencia, Smalling, Jones, Young, Matić, Pogba, Mata (72' Fellaini), Lingard (80' Rashford), Martial (90' Herrera), Lukaku            |
| 20 stycznia 2018, 16:00 Turf Moor 21 841 widzów                 |                                                                                          | Anthony Martial 54'                                                  |                                                                         | de Gea, Valencia, Smalling, Jones, Young, Matić, Pogba, Mata (72' Fellaini), Lingard (80' Rashford), Martial (90' Herrera), Lukaku            |
| 31 stycznia 2018, 21:00 Wembley 81 978 widzów                   | Tottenham Hotspur                                                                        | 2 – 0                                                                | Manchester United                                                       | de Gea, Valencia, Smalling, Jones, Young, Matić, Pogba (63' Mata), Sánchez, Lingard (63' Fellaini[70' Herrera]), Martial, Lukaku              |
| 31 stycznia 2018, 21:00 Wembley 81 978 widzów                   | 1' Christian Eriksen 28' Phil Jones (sam.)                                               |                                                                      |                                                                         | de Gea, Valencia, Smalling, Jones, Young, Matić, Pogba (63' Mata), Sánchez, Lingard (63' Fellaini[70' Herrera]), Martial, Lukaku              |
| 3 lutego 2018, 16:00 Old Trafford 74 742 widzów                 | Manchester United                                                                        | 2 – 0                                                                | Huddersfield Town                                                       | de Gea, Valencia, Smalling, Rojo, Shaw, Matić, McTominay, Mata (71' Rashford), Lingard (65' Pogba), Sánchez, Lukaku (77' Martial)             |
| 3 lutego 2018, 16:00 Old Trafford 74 742 widzów                 | 55' Romelu Lukaku 68' Alexis Sánchez                                                     |                                                                      |                                                                         | de Gea, Valencia, Smalling, Rojo, Shaw, Matić, McTominay, Mata (71' Rashford), Lingard (65' Pogba), Sánchez, Lukaku (77' Martial)             |
| 11 lutego 2018, 15:15 St James’ Park 52 309 widzów              | Newcastle United                                                                         | 1 – 0                                                                | Manchester United                                                       | de Gea, Valencia, Smalling, Jones, Young, Matić (77' McTominay), Pogba (66' Carrick), Sánchez, Lingard (66' Mata), Martial, Lukaku            |
| 11 lutego 2018, 15:15 St James’ Park 52 309 widzów              | 65' Matt Ritchie                                                                         |                                                                      |                                                                         | de Gea, Valencia, Smalling, Jones, Young, Matić (77' McTominay), Pogba (66' Carrick), Sánchez, Lingard (66' Mata), Martial, Lukaku            |
| 25 lutego 2018, 15:05 Old Trafford 75 060 widzów                | Manchester United                                                                        | 2 – 1                                                                | Chelsea                                                                 | de Gea, Valencia, Lindelöf, Smalling, Young, McTominay, Matić, Pogba, Sánchez (81' Bailly), Lukaku, Martial (64' Lingard)                     |
| 25 lutego 2018, 15:05 Old Trafford 75 060 widzów                | 39' Romelu Lukaku 75' Jesse Lingard                                                      |                                                                      | Willian 32'                                                             | de Gea, Valencia, Lindelöf, Smalling, Young, McTominay, Matić, Pogba, Sánchez (81' Bailly), Lukaku, Martial (64' Lingard)                     |
| 5 marca 2018, 21:00 Selhurst Park 25 840 widzów                 | Crystal Palace                                                                           | 2 – 3                                                                | Manchester United                                                       | de Gea, Valencia (67' Shaw), Lindelöf, Smalling, Young (67' Mata), McTominay (46' Rashford), Matić, Pogba, Sánchez, Lukaku, Lingard           |
| 5 marca 2018, 21:00 Selhurst Park 25 840 widzów                 | 11' Andros Townsend 48' Patrick van Aanholt                                              |                                                                      | Chris Smalling 54' Romelu Lukaku 76' Nemanja Matić 90+1'                | de Gea, Valencia (67' Shaw), Lindelöf, Smalling, Young (67' Mata), McTominay (46' Rashford), Matić, Pogba, Sánchez, Lukaku, Lingard           |
| 10 marca 2018, 13:30 Old Trafford 74 855 widzów                 | Manchester United                                                                        | 2 – 1                                                                | Liverpool                                                               | de Gea, Valencia, Bailly, Smalling, Young, Matić, McTominay, Mata (88' Lingard), Sánchez (90' Darmian), Rashford (70' Fellaini), Lukaku       |
| 10 marca 2018, 13:30 Old Trafford 74 855 widzów                 | 14' Marcus Rashford 24' Marcus Rashford                                                  |                                                                      | Eric Bailly 66'(sam.)                                                   | de Gea, Valencia, Bailly, Smalling, Young, Matić, McTominay, Mata (88' Lingard), Sánchez (90' Darmian), Rashford (70' Fellaini), Lukaku       |
| 31 marca 2018, 16:00 Old Trafford 75 038 widzów                 | Manchester United                                                                        | 2 – 0                                                                | Swansea City                                                            | de Gea, Valencia, Lindelöf, Smalling, Young, Matić, Pogba, Mata (90' McTominay), Lingard (76' Herrera), Sánchez (76' Rashford), Lukaku        |
| 31 marca 2018, 16:00 Old Trafford 75 038 widzów                 | 5' Romelu Lukaku 20' Alexis Sánchez                                                      |                                                                      |                                                                         | de Gea, Valencia, Lindelöf, Smalling, Young, Matić, Pogba, Mata (90' McTominay), Lingard (76' Herrera), Sánchez (76' Rashford), Lukaku        |
| 7 kwietnia 2018, 18:30 Etihad Stadium 54 259 widzów             | Manchester City                                                                          | 2 – 3                                                                | Manchester United                                                       | de Gea, Valencia, Smalling, Bailly, Young, Matić, Herrera (90' Lindelöf), Pogba, Lingard (85' McTominay), Lukaku, Sánchez (82' Rashford)      |
| 7 kwietnia 2018, 18:30 Etihad Stadium 54 259 widzów             | 25' Vincent Kompany 30' İlkay Gündoğan                                                   |                                                                      | Paul Pogba 53' Paul Pogba 55' Chris Smalling 69'                        | de Gea, Valencia, Smalling, Bailly, Young, Matić, Herrera (90' Lindelöf), Pogba, Lingard (85' McTominay), Lukaku, Sánchez (82' Rashford)      |
| 15 kwietnia 2018, 17:00 Old Trafford 75 095 widzów              | Manchester United                                                                        | 0 – 1                                                                | West Bromwich Albion                                                    | de Gea, Valencia, Lindelöf, Smalling, Young (76' Rashford), Matić, Herrera (46' Lingard), Mata, Pogba (58' Martial), Sánchez, Lukaku          |
| 15 kwietnia 2018, 17:00 Old Trafford 75 095 widzów              |                                                                                          | Jay Rodriguez 73'                                                    |                                                                         | de Gea, Valencia, Lindelöf, Smalling, Young (76' Rashford), Matić, Herrera (46' Lingard), Mata, Pogba (58' Martial), Sánchez, Lukaku          |
| 18 kwietnia 2018, 20:45 Dean Court 10 952 widzów                | Bournemouth                                                                              | 0 – 2                                                                | Manchester United                                                       | de Gea, Darmian, Jones, Smalling, Shaw, Herrera (71' Matić), Fellaini, Pogba (80' Blind), Lingard (62' Lukaku), Rashford, Martial             |
| 18 kwietnia 2018, 20:45 Dean Court 10 952 widzów                |                                                                                          | Chris Smalling 28' Romelu Lukaku 70'                                 |                                                                         | de Gea, Darmian, Jones, Smalling, Shaw, Herrera (71' Matić), Fellaini, Pogba (80' Blind), Lingard (62' Lukaku), Rashford, Martial             |
| 29 kwietnia 2018, 17:30 Old Trafford 75 035 widzów              | Manchester United                                                                        | 2 – 1                                                                | Arsenal                                                                 | de Gea, Valencia, Lindelöf, Smalling, Young, Herrera (64' Fellaini), Matić, Pogba, Lingard (64' Martial), Lukaku (50' Rashford), Sánchez      |
| 29 kwietnia 2018, 17:30 Old Trafford 75 035 widzów              | 16' Paul Pogba 90' Marouane Fellaini                                                     |                                                                      | Henrich Mychitarian 51'                                                 | de Gea, Valencia, Lindelöf, Smalling, Young, Herrera (64' Fellaini), Matić, Pogba, Lingard (64' Martial), Lukaku (50' Rashford), Sánchez      |
| 4 maja 2018, 21:00 The Amex 30 611 widzów                       | Brighton & Hove Albion                                                                   | 1 – 0                                                                | Manchester United                                                       | de Gea, Darmian (68' Shaw), Smalling, Rojo (75' McTominay), Young, Matić, Fellaini (68' Lingard), Pogba, Mata, Rashford, Martial              |
| 4 maja 2018, 21:00 The Amex 30 611 widzów                       | 57' Pascal Groß                                                                          |                                                                      |                                                                         | de Gea, Darmian (68' Shaw), Smalling, Rojo (75' McTominay), Young, Matić, Fellaini (68' Lingard), Pogba, Mata, Rashford, Martial              |
| 10 maja 2018, 20:45 Stadion Olimpijski w Londynie 56 902 widzów | West Ham United                                                                          | 0 – 0                                                                | Manchester United                                                       | de Gea, Lindelöf, Jones, Smalling, Valencia (90' Bailly), McTominay, Pogba, Herrera, Shaw, Lingard (74' Rashford), Sánchez (90' Young)        |
| 10 maja 2018, 20:45 Stadion Olimpijski w Londynie 56 902 widzów |                                                                                          |                                                                      |                                                                         | de Gea, Lindelöf, Jones, Smalling, Valencia (90' Bailly), McTominay, Pogba, Herrera, Shaw, Lingard (74' Rashford), Sánchez (90' Young)        |
| 13 maja 2018, 16:00 Old Trafford 75 049 widzów                  | Manchester United                                                                        | 1 – 0                                                                | Watford                                                                 | Romero, Darmian, Bailly, Rojo, Blind (77' Herrera), Carrick (84' Pogba), McTominay, Young (60' Shaw), Rashford, Sánchez, Mata                 |
| 13 maja 2018, 16:00 Old Trafford 75 049 widzów                  | 34' Marcus Rashford                                                                      |                                                                      |                                                                         | Romero, Darmian, Bailly, Rojo, Blind (77' Herrera), Carrick (84' Pogba), McTominay, Young (60' Shaw), Rashford, Sánchez, Mata                 |

| Kolejka  | 1 | 2 | 3 | 4 | 5 | 6 | 7 | 8 | 9 | 10 | 11 | 12 | 13 | 14 | 15 | 16 | 17 | 18 | 19 | 20 | 21 | 22 | 23 | 24 | 25 | 26 | 27 | 28 | 29 | 30 | 31 | 32 | 33 | 34 | 35 | 36 | 37 | 38 |
| Rezultat | W | W | W | R | W | W | W | R | P | W  | P  | W  | W  | W  | W  | P  | W  | W  | R  | R  | R  | W  | W  | W  | P  | W  | P  | W  | W  | W  | W  | W  | P  | W  | W  | P  | R  | W  |
| Miejsce  | 1 | 1 | 1 | 1 | 1 | 2 | 2 | 2 | 2 | 2  | 2  | 2  | 2  | 2  | 2  | 2  | 2  | 2  | 2  | 2  | 3  | 2  | 2  | 2  | 2  | 2  | 2  | 2  | 2  | 2  | 2  | 2  | 2  | 2  | 2  | 2  | 2  | 2  |

| Poz | Klub              | M  | W  | R | P | G+  | G- | +/− | Pkt |
| --- | ----------------- | -- | -- | - | - | --- | -- | --- | --- |
| 1   | Manchester City   | 38 | 32 | 4 | 2 | 106 | 27 | +79 | 100 |
| 2   | Manchester United | 38 | 25 | 6 | 7 | 68  | 28 | +40 | 81  |
| 3   | Tottenham Hotspur | 38 | 23 | 8 | 7 | 74  | 36 | +38 | 77  |

### Puchar Anglii
| Szczegóły meczu                                                    | Wynik                               | Wynik                                                                     | Wynik                                | Skład |
| ------------------------------------------------------------------ | ----------------------------------- | ------------------------------------------------------------------------- | ------------------------------------ | --- |
| 5 stycznia 2018, 21:00 Old Trafford 73 899 widzów, 3. runda        | Manchester United                   | 2 – 0                                                                     | Derby County                         | Romero, Lindelöf, Smalling, Blind, Shaw, Herrera, Pogba, Mata (67' Martial), Lingard, Mychitarian (46' Lukaku), Rashford (80' Fellaini) |
| 5 stycznia 2018, 21:00 Old Trafford 73 899 widzów, 3. runda        | 84' Jesse Lingard 90' Romelu Lukaku |                                                                           |                                      | Romero, Lindelöf, Smalling, Blind, Shaw, Herrera, Pogba, Mata (67' Martial), Lingard, Mychitarian (46' Lukaku), Rashford (80' Fellaini) |
| 26 stycznia 2018, 20:55 Huish Park 9 195 widzów, 4. runda          | Yeovil Town                         | 0 – 4                                                                     | Manchester United                    | Romero, Darmian, Lindelöf, Rojo, Shaw, Carrick, Herrera, Mata (65' Lukaku), McTominay, Sánchez (72' Lingard), Rashford (88' Gomes)      |
| 26 stycznia 2018, 20:55 Huish Park 9 195 widzów, 4. runda          |                                     | Marcus Rashford 41' Ander Herrera 61' Jesse Lingard 89' Romelu Lukaku 90' |                                      | Romero, Darmian, Lindelöf, Rojo, Shaw, Carrick, Herrera, Mata (65' Lukaku), McTominay, Sánchez (72' Lingard), Rashford (88' Gomes)      |
| 17 lutego 2018, 18:30 John Smith’s Stadium 17 861 widzów, 5. runda | Huddersfield Town                   | 0 – 2                                                                     | Manchester United                    | Romero, Young, Lindelöf, Smalling, Shaw, Matić, Carrick, McTominay, Mata (81' Lingard), Lukaku (88' Bailly), Sánchez (75' Martial)      |
| 17 lutego 2018, 18:30 John Smith’s Stadium 17 861 widzów, 5. runda |                                     | Romelu Lukaku 3' Romelu Lukaku 56'                                        |                                      | Romero, Young, Lindelöf, Smalling, Shaw, Matić, Carrick, McTominay, Mata (81' Lingard), Lukaku (88' Bailly), Sánchez (75' Martial)      |
| 17 marca 2018, 20:45 Old Trafford 74 241 widzów, 1/4 finału        | Manchester United                   | 2 – 0                                                                     | Brighton & Hove Albion               | Romero, Valencia, Bailly, Smalling, Shaw (46' Young), Matić, McTominay, Mata (75' Rashford), Lingard (89' Fellaini), Martial, Lukaku    |
| 17 marca 2018, 20:45 Old Trafford 74 241 widzów, 1/4 finału        | 37' Romelu Lukaku 84' Nemanja Matić |                                                                           |                                      | Romero, Valencia, Bailly, Smalling, Shaw (46' Young), Matić, McTominay, Mata (75' Rashford), Lingard (89' Fellaini), Martial, Lukaku    |
| 21 kwietnia 2018, 18:15 Wembley 84 667 widzów, 1/2 finału          | Tottenham Hotspur                   | 1 – 2                                                                     | Manchester United                    | de Gea, Valencia (79' Darmian), Jones, Smalling, Young, Herrera, Matić, Pogba, Lingard (82' Rashford), Lukaku, Sánchez (90' Fellaini)   |
| 21 kwietnia 2018, 18:15 Wembley 84 667 widzów, 1/2 finału          | 11' Dele Alli                       |                                                                           | Alexis Sánchez 24' Ander Herrera 62' | de Gea, Valencia (79' Darmian), Jones, Smalling, Young, Herrera, Matić, Pogba, Lingard (82' Rashford), Lukaku, Sánchez (90' Fellaini)   |
| 19 maja 2018, 18:15 Wembley 87 647 widzów, finał                   | Chelsea                             | 1 – 0                                                                     | Manchester United                    | de Gea, Valencia, Jones (87' Mata), Smalling, Young, Matić, Herrera, Pogba, Lingard (72' Martial), Sánchez, Rashford (72' Lukaku)       |
| 19 maja 2018, 18:15 Wembley 87 647 widzów, finał                   | 22' Eden Hazard (r.k.)              |                                                                           |                                      | de Gea, Valencia, Jones (87' Mata), Smalling, Young, Matić, Herrera, Pogba, Lingard (72' Martial), Sánchez, Rashford (72' Lukaku)       |

### Puchar Ligi
| Szczegóły meczu                                                     | Wynik                                                                        | Wynik                               | Wynik                  | Skład |
| ------------------------------------------------------------------- | ---------------------------------------------------------------------------- | ----------------------------------- | ---------------------- | --- |
| 20 września 2017, 21:00 Old Trafford 54 256 widzów, 3. runda        | Manchester United                                                            | 4 – 1                               | Burton Albion          | Romero (78' Pereira), Darmian, Lindelöf, Smalling, Blind, Lingard, Carrick, Herrera, Mata (46' Shaw), Martial, Rashford (64' McTominay)      |
| 20 września 2017, 21:00 Old Trafford 54 256 widzów, 3. runda        | 5' Marcus Rashford 17' Marcus Rashford 36' Jesse Lingard 60' Anthony Martial |                                     | Lloyd Dyer 90+1'       | Romero (78' Pereira), Darmian, Lindelöf, Smalling, Blind, Lingard, Carrick, Herrera, Mata (46' Shaw), Martial, Rashford (64' McTominay)      |
| 24 października 2017, 20:45 Liberty Stadium 20 083 widzów, 4. runda | Swansea City                                                                 | 0 – 2                               | Manchester United      | Romero, Darmian, Lindelöf, Smalling, Blind, Tuanzebe, Herrera (67' Matić), Lingard, McTominay, Martial (87' Shaw), Rashford (67' Lukaku)     |
| 24 października 2017, 20:45 Liberty Stadium 20 083 widzów, 4. runda |                                                                              | Jesse Lingard 21' Jesse Lingard 59' |                        | Romero, Darmian, Lindelöf, Smalling, Blind, Tuanzebe, Herrera (67' Matić), Lingard, McTominay, Martial (87' Shaw), Rashford (67' Lukaku)     |
| 20 grudnia 2017, 21:00 Ashton Gate 26 088 widzów, 1/4 finału        | Bristol City                                                                 | 2 – 1                               | Manchester United      | Romero, Darmian (90' Smalling), Lindelöf, Rojo, Blind (60' Lukaku), Shaw, McTominay, Pogba, Rashford, Martial, Ibrahimović (69' Mychitarian) |
| 20 grudnia 2017, 21:00 Ashton Gate 26 088 widzów, 1/4 finału        | 51' Joe Bryan 90+3' Korey Smith                                              |                                     | Zlatan Ibrahimović 58' | Romero, Darmian (90' Smalling), Lindelöf, Rojo, Blind (60' Lukaku), Shaw, McTominay, Pogba, Rashford, Martial, Ibrahimović (69' Mychitarian) |

### Liga Mistrzów
| Szczegóły meczu                                          | Wynik                                                       | Wynik               | Wynik                                                                                 | Skład |
| -------------------------------------------------------- | ----------------------------------------------------------- | ------------------- | ------------------------------------------------------------------------------------- | --- |
| 12 września 2017, 20:45 Old Trafford 73 854 widzów       | Manchester United                                           | 3 – 0               | FC Basel                                                                              | de Gea, Young, Smalling, Lindelöf, Blind, Matić, Pogba (19' Fellaini), Mata (77' Rashford), Mychitarian, Martial (69' Lingard), Lukaku       |
| 12 września 2017, 20:45 Old Trafford 73 854 widzów       | 35' Marouane Fellaini 53' Romelu Lukaku 84' Marcus Rashford |                     |                                                                                       | de Gea, Young, Smalling, Lindelöf, Blind, Matić, Pogba (19' Fellaini), Mata (77' Rashford), Mychitarian, Martial (69' Lingard), Lukaku       |
| 27 września 2017, 20:45 Ariena CSKA 29 073 widzów        | CSKA Moskwa                                                 | 1 – 4               | Manchester United                                                                     | de Gea, Young (67' Darmian), Lindelöf, Bailly, Smalling, Blind, Matić, Herrera, Mychitarian (60' Lingard), Martial (72' Rashford), Lukaku    |
| 27 września 2017, 20:45 Ariena CSKA 29 073 widzów        | 90' Konstantin Kuczajew                                     |                     | Romelu Lukaku 4' Anthony Martial 19' (r.k.) Romelu Lukaku 27' Henrich Mychitarian 57' | de Gea, Young (67' Darmian), Lindelöf, Bailly, Smalling, Blind, Matić, Herrera, Mychitarian (60' Lingard), Martial (72' Rashford), Lukaku    |
| 18 października 2017, 20:45 Estádio da Luz 57 684 widzów | SL Benfica                                                  | 0 – 1               | Manchester United                                                                     | de Gea, Valencia, Lindelöf, Smalling, Blind, Herrera, Matić, Mata (83' Lingard), Mychitarian (90' McTominay), Rashford (76' Martial), Lukaku |
| 18 października 2017, 20:45 Estádio da Luz 57 684 widzów |                                                             | Marcus Rashford 64' |                                                                                       | de Gea, Valencia, Lindelöf, Smalling, Blind, Herrera, Matić, Mata (83' Lingard), Mychitarian (90' McTominay), Rashford (76' Martial), Lukaku |
| 31 października 2017, 20:45 Old Trafford 74 437 widzów   | Manchester United                                           | 2 – 0               | SL Benfica                                                                            | de Gea, Darmian, Bailly, Smalling, Blind, Matić, McTominay, Mata (68' Herrera), Lingard (46' Mychitarian), Martial (75' Rashford), Lukaku    |
| 31 października 2017, 20:45 Old Trafford 74 437 widzów   | 45' Mile Svilar (sam.) 78' Daley Blind (r.k.)               |                     |                                                                                       | de Gea, Darmian, Bailly, Smalling, Blind, Matić, McTominay, Mata (68' Herrera), Lingard (46' Mychitarian), Martial (75' Rashford), Lukaku    |
| 22 listopada 2017, 20:45 St. Jakob-Park 36 000 widzów    | FC Basel                                                    | 1 – 0               | Manchester United                                                                     | Romero, Darmian, Smalling, Rojo, Blind, Herrera, Fellaini, Lingard (64' Rashford), Pogba (66' Matić), Martial (74' Ibrahimović), Lukaku      |
| 22 listopada 2017, 20:45 St. Jakob-Park 36 000 widzów    | 89' Michael Lang                                            |                     |                                                                                       | Romero, Darmian, Smalling, Rojo, Blind, Herrera, Fellaini, Lingard (64' Rashford), Pogba (66' Matić), Martial (74' Ibrahimović), Lukaku      |
| 5 grudnia 2017, 20:45 Old Trafford 74 669 widzów         | Manchester United                                           | 2 – 1               | CSKA Moskwa                                                                           | Romero, Valencia (72' Tuanzebe), Lindelöf, Smalling, Shaw, Herrera (67' McTominay), Blind, Mata, Pogba, Rashford, Lukaku (74' Martial)       |
| 5 grudnia 2017, 20:45 Old Trafford 74 669 widzów         | 64' Romelu Lukaku 66' Marcus Rashford                       |                     | Vitinho 45'                                                                           | Romero, Valencia (72' Tuanzebe), Lindelöf, Smalling, Shaw, Herrera (67' McTominay), Blind, Mata, Pogba, Rashford, Lukaku (74' Martial)       |

| Drużyna           | M | W | R | P | G+ | G- | +/− | Pkt |
| ----------------- | - | - | - | - | -- | -- | --- | --- |
| Manchester United | 6 | 5 | 0 | 1 | 12 | 3  | +9  | 15  |
| FC Basel          | 6 | 4 | 0 | 2 | 11 | 5  | +6  | 12  |
| CSKA Moskwa       | 6 | 3 | 0 | 3 | 8  | 10 | -2  | 9   |
| SL Benfica        | 6 | 0 | 0 | 6 | 1  | 14 | -13 | 0   |

| Szczegóły meczu                                                                             | Wynik             | Wynik | Wynik                                       | Skład |
| ------------------------------------------------------------------------------------------- | ----------------- | ----- | ------------------------------------------- | --- |
| 21 lutego 2018, 20:45 Estadio Ramón Sánchez Pizjuán 1/8 finału, pierwszy mecz 39 725 widzów | Sevilla FC        | 0 – 0 | Manchester United                           | de Gea, Valencia, Lindelöf, Smalling, Young, Matić, Herrera (17' Pogba), McTominay, Mata (80' Martial), Lukaku, Sánchez (75' Rashford) |
| 21 lutego 2018, 20:45 Estadio Ramón Sánchez Pizjuán 1/8 finału, pierwszy mecz 39 725 widzów |                   |       |                                             | de Gea, Valencia, Lindelöf, Smalling, Young, Matić, Herrera (17' Pogba), McTominay, Mata (80' Martial), Lukaku, Sánchez (75' Rashford) |
| 13 marca 2018, 20:45 Old Trafford 1/8 finału, drugi mecz 74 909 widzów                      | Manchester United | 1 – 2 | Sevilla FC                                  | de Gea, Valencia (77' Mata), Bailly, Smalling, Young, Matić, Fellaini (60' Pogba), Lingard (77' Martial), Sánchez, Rashford, Lukaku    |
| 13 marca 2018, 20:45 Old Trafford 1/8 finału, drugi mecz 74 909 widzów                      | 84' Romelu Lukaku |       | Wissam Ben Yedder 74' Wissam Ben Yedder 78' | de Gea, Valencia (77' Mata), Bailly, Smalling, Young, Matić, Fellaini (60' Pogba), Lingard (77' Martial), Sánchez, Rashford, Lukaku    |

## Transfery
Przyszli
| Data       | Piłkarz            | Pozycja   | Klub        |
| ---------- | ------------------ | --------- | ----------- |
| 01/07/2017 | Victor Lindelöf    | Obrońca   | SL Benfica  |
| 10/07/2017 | Romelu Lukaku      | Napastnik | Everton     |
| 31/07/2017 | Nemanja Matić      | Pomocnik  | Chelsea     |
| 24/08/2017 | Zlatan Ibrahimović | Napastnik | wolny agent |
| 22/01/2018 | Alexis Sánchez     | Napastnik | Arsenal     |

Odeszli
| Data       | Piłkarz             | Pozycja   | Klub          |
| ---------- | ------------------- | --------- | ------------- |
| 01/07/2017 | Zlatan Ibrahimović  | Napastnik | wolny agent   |
| 01/07/2017 | Josh Harrop         | Pomocnik  | wolny agent   |
| 09/07/2017 | Wayne Rooney        | Napastnik | Everton       |
| 12/07/2017 | Adnan Januzaj       | Pomocnik  | Real Sociedad |
| 12/08/2017 | Guillermo Varela    | Obrońca   | Peñarol       |
| 22/01/2018 | Henrich Mychitarian | Pomocnik  | Arsenal       |
| 22/03/2018 | Zlatan Ibrahimović  | Napastnik | wolny agent   |